# Anna Kettler
Anna z Kettlerów Radziwiłłowa (ur. 1567  lub 29 stycznia 1571 w Mitawie, zm. 19 września 1617 w Tykocinie) – księżniczka kurlandzka, marszałkowa wielka litewska.

## Życiorys
Córka Gotarda Kettlera, pierwszego księcia Kurlandii i Semigalii, siostra Fryderyka Kettlera. Dnia 12 stycznia 1586 poślubiła Albrychta Radziwiłła w Mitawie. Pod wpływem męża przeszła z luteranizmu na katolicyzm. Za życia męża przebywała głównie w Kownie, towarzyszyła w podróżach i podczas rezydencji na dworze królewskim Stefana Batorego. W październiku 1590 przyjechała na dwór Zygmunta III Wazy. 25 maja 1592 Radziwiłłowie otrzymali przywilej królewski na dożywotnie władanie dzierżawą wisztyniecką. Z małżeństwa z Albrechtem miała dwójkę dzieci syna Jana Albrychta i córkę Barbarę od 1612 żonę podskarbiego litewskiego Mikołaja Kiszki (zm. 1620). Po niespodziewanej śmierci męża opuściła dwór królewski opiekunami jej nieletnich dzieci zostali: Mikołaj Radziwiłł i Jerzy kardynał Radziwiłł oraz Andrzej Bobola szybko uzyskali od króla potwierdzenia wszystkich praw do majątku i związanych z tym przywilejów. W sierpniu 1593 powróciła na dwór królewski była jedną z dam dworu królowej Anny Austriaczki dwór w Warszawie opuściła po śmierci królowej na początku 1598. W następnych latach przebywała na Litwie administrując rozległym majątkiem po mężu jak i królewszczyznami. W 1601 wyjechała z chorą córka do uzdrowiska w Karlsbadzie, w 1607 przebywała we Włoszech w Wenecji, Bolonii gdzie studiował syn i później w Rzymie.

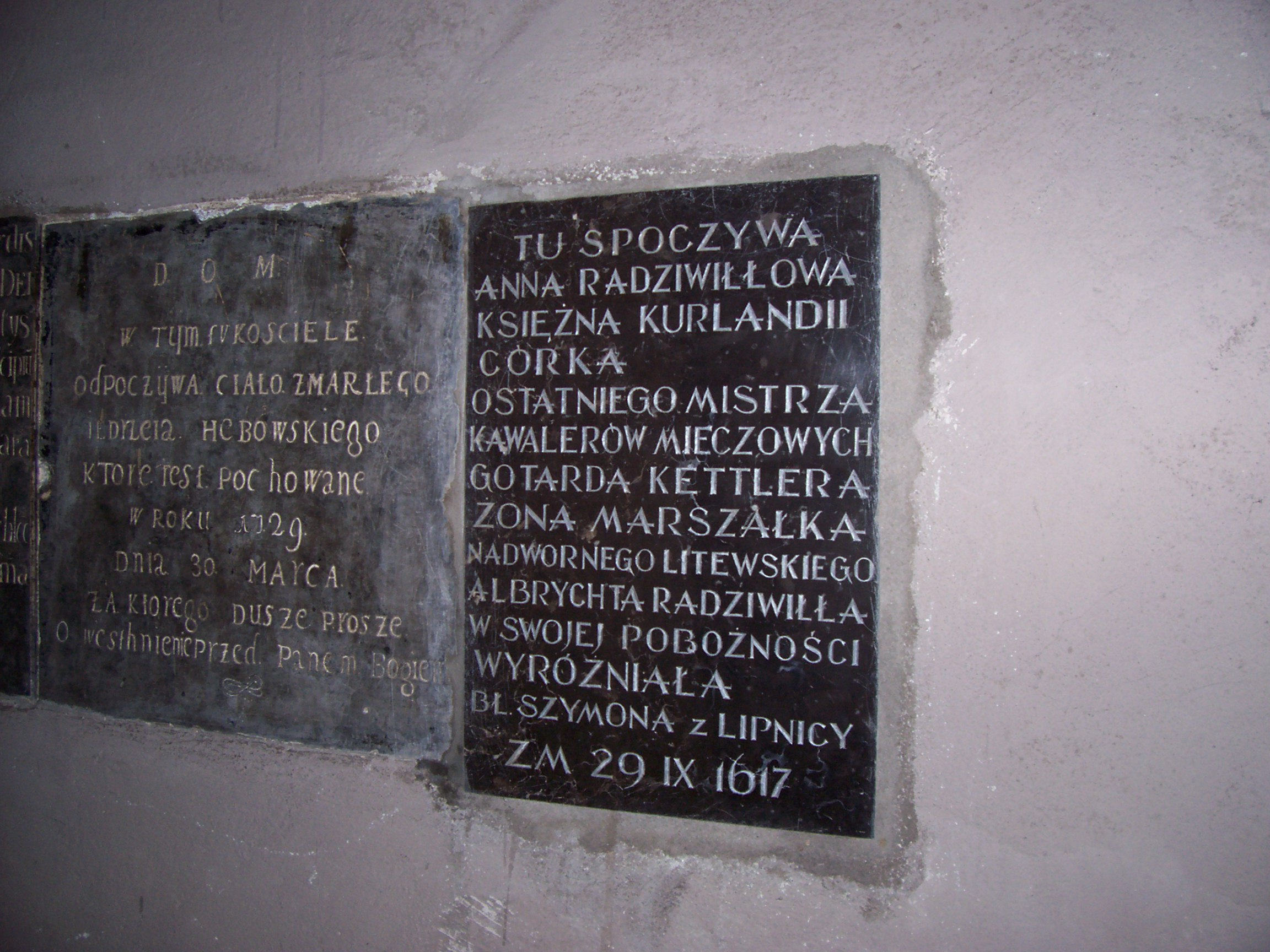
Tablica epitafijna u Bernardynów na Stradomiu

W Olwicie ufundowała kościół parafialny do którego przekazała obraz Matki Boskiej Loretańskiej przywieziony z Rzymu. Pod koniec życia (od 1614) osiadła przy hospicjum jezuitów przy kościele św. Barbary w Krakowie poświęcając się dewocji. Pochowana została w habicie kapucyńskim w którym pielgrzymowała do Rzymu w kościele Bernardynów w Krakowie tablica epitafijna zachowała się do dziś.